# Австрійська хокейна ліга
Австрійська хокейна ліга (нім. Österreichische Eishockey-Liga або нім. bet-at-home ICE Hockey League) — елітний хокейний дивізіон Австрії.

## Історія
В різних варіаціях чемпіонат Австрії з хокею розігрується з 1923 року, за виключенням 1936 та в період з 1939 по 1945 роки. Але в нинішньому форматі турнір почали проводити з сезону 1965—1966 років.
У 2003 році у ліги з'явився її головний спонсор Erste Bank. З того ж часу австрійський чемпіонат має назву Ерсте банк ліга (нім. Erste Bank Eishockey Liga, скорочено EBEL).
У сезоні 2006–07 років ліга набула статус міжнародної, оскільки для участі в турнірі окрім австрійських команд був заявлений клуб зі Словенії. А вже на старті сезону 2011–12 років брали участь в лізі 6 представників Австрії, дві команди зі Словенії та по одному клубу з Угорщини та Чехії. 
У сезоні 2013–14 років у лізі виступали 8 клубів з Австрії та по одному представнику Угорщини, Хорватії, Чехії та Італії.
У сезоні 2016–17 ліга розширилась до 12 учасників.
У квітні 2020 Ліга підписала трирічний контракт із новим титульним спонсором bet-at-home.com. Puls 24 став новим безкоштовним телевізійним партнером.
З сезону 2025–26 років у лізі змінилось представництво команд за країнами, замість італійського клубу «Азіаго» виступає угорський «Ференцварош».

## Команди
| Команда                | Країна   | Місто         | Арена                       | Місткість |
| ---------------------- | -------- | ------------- | --------------------------- | --------- |
| «Відень Кепіталс»      | Австрія  | Відень        | Ерсте Банк Арена            | 7 000     |
| «Філлах»               | Австрія  | Філлах        | Штадгалле Філлах            | 4 500     |
| «Ред Булл»             | Австрія  | Зальцбург     | Ейсарена Зальцбург          | 3 500     |
| «Піонеерс Форарльберг» | Австрія  | Фельдкірх     | Форарльберггалле            | 5 200     |
| «Лінц»                 | Австрія  | Лінц          | Донаугалле                  | 4 865     |
| «Грац 99-ерс»          | Австрія  | Грац          | Айсштадіон Грац Лібенау     | 4 050     |
| «Клагенфурт»           | Австрія  | Клагенфурт    | Штадтгалле Клагенфурт       | 5 088     |
| ТВК «Інсбрук»          | Австрія  | Інсбрук       | Olympiaworl                 | 8 000     |
| «Больцано»             | Італія   | Больцано      | Палаонда                    | 7 200     |
| «Пустерталь»           | Італія   | Бруніко       | Райнцстадіон                | 2 050     |
| «Олімпія» (Любляна)    | Словенія | Любляна       | Тіволі Галл                 | 4 000     |
| Фегервар АВ19          | Угорщина | Секешфегервар | Льодовий палац Габора Очкаї | 3 500     |
| «Ференцварош»          | Угорщина | Будапешт      | Тюскечарнок                 | 2 540     |

## Переможці Австрійської хокейної ліги
- 2003–04: Клагенфурт
- 2004–05: Відень Кепіталс
- 2005–06: Філлах
- 2006–07: Ред Булл
- 2007–08: Ред Булл
- 2008–09: Клагенфурт
- 2009–10: Ред Булл
- 2010–11: Ред Булл
- 2011–12: Блек Вінгз Лінц
- 2012–13: Клагенфурт
- 2013–14: Ред Булл (Больцано переможець EBEL)
- 2014–15: Ред Булл
- 2015–16: Ред Булл
- 2016–17: Відень Кепіталс
- 2017–18: Ред Булл (Больцано переможець EBEL)
- 2018–19: Клагенфурт
- 2019–20: скасовано через пандемію COVID-19
- 2020–21: Клагенфурт
- 2021–22: Ред Булл
- 2022–23: Ред Булл
- 2023–24: Ред Булл
- 2024–25: Ред Булл